# Neil Duff
Neil Duff (* 22. Juli 1972 in Ballyclare, Nordirland) ist ein nordirischer Dartspieler, der an Turnieren der World Darts Federation (WDF) teilnimmt. 2022 gewann er die WDF-Weltmeisterschaft und wurde somit zum ersten nordirischen Weltmeister der Sportart Darts.

## Karriere
Bei den World Masters 2019 erreichte Duff nach Siegen über Dave Parletti und Gary Stone das Viertelfinale, in dem er sich dann mit 1:4 in Sätzen dem späteren Turniersieger John O’Shea geschlagen geben musste.
Seinen bisher größten Karriereerfolg erreichte er bei der WDF World Darts Championship 2022, wo er bei seiner ersten Weltmeisterschaftsteilnahme direkt seinen ersten Weltmeistertitel gewann, nachdem er sich mit 6:5 in Sätzen gegen Thibault Tricole im Finale durchsetzte.
Anfang August nahm Duff als einer von zwei Europäischen Spielern an den Australian Darts Open 2022 teil. Als Topgesetzter überstand er dabei die Gruppenphase ohne Schwierigkeiten und gewann auch sein Viertelfinale gegen Sam Ballinger. Im Halbfinale musste er sich jedoch dem späteren Turniersieger Raymond Smith geschlagen geben.
Beim World Masters 2022 Ende Dezember traf Duff als Zweitgesetzter bereits in der Runde der letzten 64 auf den Erstgesetzten Jelle Klaasen, da dieser seine Gruppe nur als Zweiter abschloss. Klaasen gewann gegen Duff mit 2:5 und warf ihn somit aus dem Turnier.
Im Februar 2023 nahm Duff an der World Seniors Darts Championship teil. Er überstand hierbei einen fünften Satz gegen Lisa Ashton und gewann mit 3:0 gegen Keith Deller. Im Viertelfinale schied er schließlich gegen den Titelverteidiger Robert Thornton aus.
Beim Isle of Man Classic, einem WDF-Silberturnier Mitte März, kam Duff ins Halbfinale, welches er gegen den Turniersieger Luke Littler verlor. Eine Finalteilnahme gelang ihm beim Golfturnier der Denmark Open, welches er jedoch mit 2:6 gegen Andy Baetens verlor. Beim am gleichen Turnierwochenende ausgetragenen Denmark Masters kam Duff ins Viertelfinale. Anfang Juni schied Duff bei den Swiss Open im Viertelfinale aus. Mitte August ging Duff erneut bei den Australian Darts Open an den Start. Er überstand dabei erneut seine Vorrundengruppe und bezwang auch im Viertelfinale Danny Porter. Im Halbfinale konnte er sich daraufhin ebenfalls gegen Jonny Tata durchsetzen und somit ins Finale einziehen. Dieses verlor er jedoch recht deutlich mit 2:10 gegen Andy Baetens.
Mitte Oktober spielte sich Duff beim Irish Classic ins Halbfinale, welches er gegen Michael Flynn mit 2:4 verlor.
Bei der WDF World Darts Championship 2023 erreichte er als Titelverteidiger das Viertelfinale, welches er gegen Chris Landman mit 3:4 verlor. Im März 2024 spielte er sich beim Isle of Man Masters ins Finale, in dem er mit 4:5 Carl Wilkinson unterlag. Beim Isle of Man Classic am gleichen Wochenende stand er außerdem im Viertelfinale. Mitte Juni gewann Duff die England Open, nachdem er unter anderem Daniel Perry, Mark Graham und im Finale Callum Francis mit 6:3 schlagen konnte. Beim WDF Europe Cup 2024 war auch Duff Teil des nordirischen Teams. Sowohl im Einzel als auch im Doppel gelang ihm dabei lediglich ein Sieg. Für das nordirische Team ging es bis ins Achtelfinale.
Mitte Oktober spielte Duff das World Masters 2024 in Budapest. Mit zwei Siegen und einer Niederlage schaffte er es dabei durch seine Vorrundengruppe und zog in die K.-o.-Phase ein. Hier war jedoch gleich im ersten Spiel gegen Andreas Harrysson mit 2:5 Schluss. Bei der WDF World Darts Championship 2024 war Duff an Position drei gesetzt. In seinem ersten Spiel gewann er mit 3:2 gegen Reece Colley. Auch im Achtelfinale musste Duff über die volle Distanz. In dem Spiel, das über 24 von 25 möglichen Legs gespielt wurde, gewann Duff im Last-Leg-Decider gegen Barry Copeland. Im Viertelfinale wurden wiederum 33 von 35 Legs gespielt. Mit 3:4 unterlag er hier gegen Jason Brandon.
Anfang August gewann Duff den Timisoara Darts Grand Prix in Rumänien, indem er sich im Finale mit 5:2 gegen den Ungarn Bai Zsolt durchsetzte. Einen Tag später setzte er sich ebenfalls beim Timisoara International Darts Open durch.

## Titel

### WDF
- Silber-Turniere:
  - England National Singles: (1) 2021
  - England Open: (1) 2024
  - High Performance Roofing Irish Classic: (1) 2022
  - Pacific Masters: (1) 2022
  - Timisoara Darts Grand Prix: (1) 2025
- Bronze-Turniere:
  - Slovak Masters: (1) 2022
  - Timisoara International Darts Open: (1) 2025

## Weltmeisterschaftsresultate

### WDF
- 2022: Sieger (6:5-Sieg gegen  Thibault Tricole)
- 2023: Viertelfinale (3:4-Niederlage gegen  Chris Landman)
- 2024: Viertelfinale (3:4-Niederlage gegen  Jason Brandon)

### WSDT
- 2023: Viertelfinale (1:3-Niederlage gegen  Robert Thornton)
- 2024: Achtelfinale (0:3-Niederlage gegen  Paul Hogan)
- 2025: Achtelfinale (1:3-Niederlage gegen  Graham Usher)